# Barbatula pulsiz
Barbatula pulsiz är en fiskart som först beskrevs av Friedhelm Krupp 1992.  Barbatula pulsiz ingår i släktet Barbatula och familjen grönlingsfiskar. Inga underarter finns listade.